# Park Narodowy Seto Naikai
Park Narodowy Seto Naikai (jap. 瀬戸内海国立公園 Seto-naikai Kokuritsu Kōen) – japoński park narodowy, który został utworzony 16 marca 1934 roku. Obejmuje on ochroną różne fragmenty akwenów i wysp Morza Wewnętrznego znajdującego się pomiędzy wyspami Honsiu (Honshū) i Sikoku (Shikoku).
Park, którego powierzchnia wynosi 627,81 km², składa się z wielu wysp i wysepek, a także skał porośniętych kępami roślinności. Najczęściej mają one skalistą linię brzegową, kilka plaż, a ich wnętrze pokrywa sosnowy las. Najsłynniejszą wyspą wchodzącą w skład PN Seto Naikai jest Itsuku, zwana także wyspą Miya, gdzie znajduje się słynny chram Itsukushima. Jest to jeden z tak zwanych Trzech japońskich pejzaży.
Niezwykłym zjawiskiem spotykanym na Morzu Wewnętrznym są wiry wodne, jak np. Naruto.

## Obszary naturalne
- Wyspy: Awaji (część), Bōyo, Ie, Itsuku, Nao, Shiwaku, Shōdo, Tomo (Tomo-ga-shima).
- Góry: Rokkō, Maya, Noro
- Cieśniny: Akashi, Hōyo, Kitan, Naruto, Kanmon
- Inne: wiry Naruto[1].